# Ceromitia intermedia
Ceromitia intermedia là một loài bướm đêm thuộc họ Adelidae. Loài này có ở Nam Phi.